# Siamanthus
Genre
Classification APG III (2009)
Siamanthus K.Larsen & J.Mood est un genre de plantes à fleurs de la famille des Zingiberaceae décrite pour la première fois en 1998 par Kai Larsen et John Mood.
Siamanthus siliquosus K.Larsen & J.Mood, seule espèce décrite dans ce genre, est endémique de la province thaïlandaise de Narathiwat

## Liste d'espèces
Selon World Checklist of Selected Plant Families (WCSP) (19 sept 2011) & NCBI (19 sept 2011):
- Siamanthus siliquosus K.Larsen & J.Mood (1998)